# Sh2-174
Sh2-174 (aussi connue sous le nom LBN 120.29+18.39) est une nébuleuse planétaire visible dans la constellation de Céphée.
C'est l'une des nébuleuses planétaires les plus septentrionales de la voûte céleste. Elle est située à environ 3° au nord de γ Cephei et est visible sur des photos à longue exposition prises avec un puissant télescope amateur. Sa déclinaison fortement septentrionale signifie qu'elle peut être observée presque exclusivement depuis l'hémisphère nord, où elle est circumpolaire jusqu'aux latitudes tropicales.
Le nuage, catalogué comme une nébuleuse en émission générique dans les années 1960, n'a jamais montré de signes de formation d'étoiles en cours, et l'étoile ionisante de ses gaz n'a jamais été connue. Au cours des années 90, l'hypothèse a été avancée qu'il s'agissait d'une nébuleuse planétaire, dont l'étoile centrale s'est glissée au fil du temps hors de l'enveloppe gazeuse qu'elle s'est créée, étant donné que ses dimensions étaient trop petites pour être une région H II, mais comparables à celles d'une région nébuleuse planétaire. Cette étoile ionisante serait la naine blanche cataloguée GD 561, située à l'extérieur du nuage. La distance, à partir de laquelle les dimensions ont été dérivées, a été obtenue par l'étude de la vitesse radiale, et est indiquée à environ 300 pc (∼978 al).